# Тамара Лаптош
Тамара Лаптош (хорв. Tamara Laptoš; нар. 26 травня 1970, Чаковець) — хорватський правник, директор Управління з припинення корупції та організованої злочинності (УПКОЗ).

## Біографія
Закінчивши 1994 року юридичний факультет Загребського університету, безперервно працювала у прокуратурі Хорватії. З 1994 по 1997 рік була стажистом прокурора, а потім радником муніципального прокурора в Чаковці, діставши 1997 року призначення заступником муніципального прокурора в цьому самому місті. У листопаді 2005 року призначена муніципальним прокурором Чаковця, а з вересня 2007 переведена в УПКОЗ — номінально на посаді муніципального прокурора у Чаковці з направленням в УПКОЗ на посаду заступника директора (у прокуратурі «заступник» — це офіційна назва працівника юстиції, який у відповідному органі прокуратури самостійно виконує роботу, з повноваженнями підписувати так звані прокурорські акти, такі як обвинувальні висновки). У квітні 2011 року стала начальником відділу обвинувачів і першим заступником директора УПКОЗ. 11 квітня 2014 склала присягу як новий директор УПКОЗ замість Дінка Цвітана, якого саме перед цим було призначено Генеральним прокурором Республіки Хорватії.
Заслужила особливої уваги громадськості як прокурор, яка представляє сторону обвинувачення на суді проти колишнього голови уряду Іво Санадера у справі за звинуваченням в отриманні хабара від банку «Hypo banka»; Завдяки цій справі номінована на звання «Прокурор року» в 2011 році на з'їзді Міжнародної асоціації прокурорів у Сеулі.
Також відома за свою участь на посаді прокурора в розгляді так званої афери «Спайс» (Spice), де менеджери «Подравки» намагалися викупити чверть акцій своєї компанії. Одним зі звинувачених у цій справі проходив колишній віце-прем'єр Дамір Поланчец.
Після того, як у квітні 2018 минув її чотирирічний строк повноважень як директора УПКОЗ, вона ще понад пів року залишалася на цій посаді як виконувачка обов'язків, доки новий Генеральний прокурор Дражен Єлинич не визначився з її наступницею, якою стала Ваня Марушич. Після цього Лаптош залишається на посаді одного із заступників Генерального прокурора, ким була і до того.